# Глисон, Джек
Джек Гли́сон (англ. Jack Gleeson, род. 20 мая 1992, Корк) — ирландский актёр, наиболее известен ролью Джоффри Баратеона в телесериале «Игра престолов».

## Биография
Джек Глисон родился в 1992 году. C 7 лет обучался в школе искусств Independent Theatre Workshop (см. также Независимый молодёжный театр), с отличием сдал экзамены Speech & Drama and Solo Acting, в 2008 году дважды номинировался на премию Мастерство (Excellence Award) Лейнстерской школы Музыки и Драматургии. Учился в Тринити-колледже, в Дублине.

## Карьера

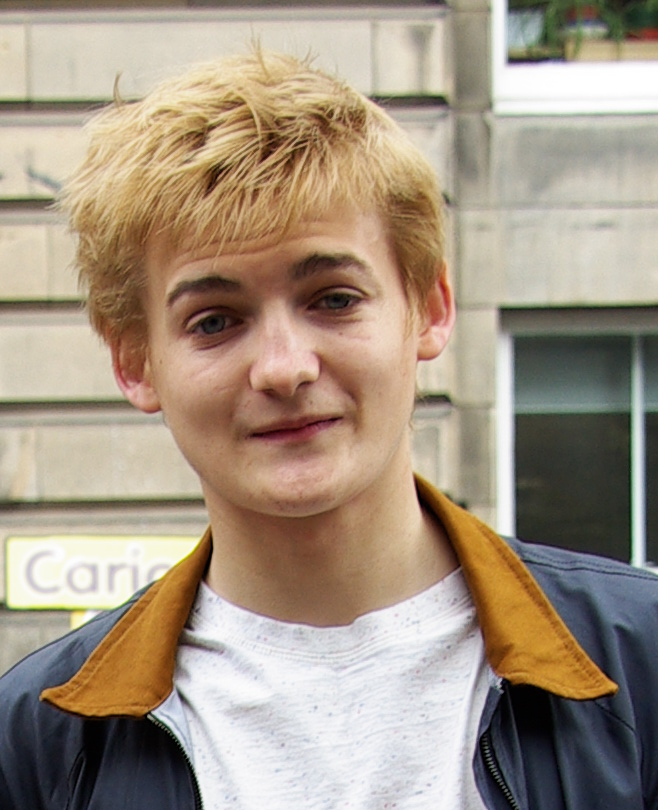
2012 год

Начал карьеру киноактёра в ирландских короткометражных фильмах Moving Day (2002), Fishtale (2003), Tom Waits Made Me Cry (2004), а также Shaving the Baby и Oranges. В дальнейшем снимался в эпизодических ролях в блокбастере Бэтмен: Начало и фильме ужасов Грибы. В 2009 сыграл второстепенную роль в фильме Сияние радуги канадско-ирландского производства, а в 2010 — главную роль в фильме All Good Children, производства Великобритании, Дании и Ирландии.
19 июля 2009 года было объявлено, что Глисон сыграет роль принца Джоффри Баратеона в телесериале Игра престолов, экранизации серии романов Джорджа Мартина «Песнь льда и огня».
В 2009 году, короткометражный фильм о регбийной команде We Are Munster видеокомпании Agtel, в котором снимался Джек Глисон, получил награду Лучший иностранный короткометражный фильм (Best International Short Film) на нью-йоркском фестивале независимого кино и видео.
В апреле 2014 года после показа второй серии четвёртого сезона «Игры престолов» сказал, что больше не планирует сниматься в кино. По словам Глисона, «образ жизни актёра из успешного телесериала» — не то, к чему он тяготеет. В интервью изданию «Irish Independent» молодой человек заявил, что всегда стремился к простой жизни, а не к блеску Голливуда.
Тем не менее, в марте 2020 года было объявлено, что Глисон примет участие в новом сериале BBC Out of Her Mind.

## Избранная фильмография
| Год       |     | Русское название                  | Оригинальное название             | Роль              |
| --------- | --- | --------------------------------- | --------------------------------- | ----------------- |
| 2002      | кор |                                   | Moving Day                        | Джек              |
| 2002      | кор | Власть огня                       | Reign of Fire                     | мальчик           |
| 2003      | кор |                                   | Fishtale                          | мальчик с рыбой   |
| 2004      | кор | Том Уэйтс заставляет меня плакать | Tom Waits Made Me Cry             | молодой Винсент   |
| 2005      | ф   | Бэтмен: Начало                    | Batman Begins                     | мальчик           |
| 2006—2008 | с   |                                   | Killinaskully                     | Па Коннорс-мл.    |
| 2007      | ф   | Грибы                             | Shrooms                           | одинокие близнецы |
| 2009      | ф   | Сияние радуги                     | A Shine of Rainbows               | Симус             |
| 2010      | ф   | Все хорошие дети                  | All Good Children                 | Дара              |
| 2011—2014 | с   | Игра престолов                    | Game of Thrones                   | Джоффри Баратеон  |
| 2023      | ф   | Последний наёмник                 | In the Land of Saints and Sinners | Кевин             |

## Награды и номинации
| Награды и номинации | Награды и номинации            | Награды и номинации                                               | Награды и номинации | Награды и номинации | Награды и номинации |
| Год                 | Награда                        | Категория                                                         | Фильм или сериал    | Результат           | Примечания          |
| ------------------- | ------------------------------ | ----------------------------------------------------------------- | ------------------- | ------------------- | ------------------- |
| 2011                | IGN Summer Movie Awards        | Лучший злодей на телевидении                                      | Игра престолов      | Номинация           |                     |
| 2012                | IGN Summer Movie Awards        | Лучший злодей на телевидении                                      | Игра престолов      | Номинация           |                     |
| 2012                | IGN Summer Movie Awards        | Лучший злодей на телевидении - выбор народа                       | Игра престолов      | Победа              |                     |
| 2012                | Премия Гильдии киноактёров США | Лучший актёрский состав в драматическом сериале                   | Игра престолов      | Номинация           |                     |
| 2013                | IGN Summer Movie Awards        | Лучший злодей на телевидении                                      | Игра престолов      | Номинация           |                     |
| 2014                | Сатурн                         | Лучшее исполнение роли молодым актером или актрисой в телесериале | Игра престолов      | Номинация           |                     |
| 2014                | Премия Гильдии киноактёров США | Лучший актёрский состав в драматическом сериале                   | Игра престолов      | Номинация           |                     |
| 2014                | Молодой Голливуд               | We Love to Hate You                                               | Игра престолов      | Номинация           |                     |